# Georges Prêtre
Georges Prêtre (Waziers, 14 de agosto de 1924 – Navès, 4 de janeiro de 2017) foi um maestro francês. 

## Biografia
Georges Prêtre estudou harmonia com Maurice Duruflé e condução com André Cluytens entre outros, no Conservatório de Paris. Entre seus primeiros interesses musicas foram o jazz e o trompete. Após a graduação, ele conduziu um pequeno números de óperas francesas, por vezes sob o pseudónimo Dherain Georges.
Estreou como condutor profissional na Ópera de Marselha em 1946. Ele conduziu também as Óperas de Lille e Toulouse. Sua estreia em Paris foi na Ópera Cômica com Capriccio, uma ópera de Richard Strauss. Foi diretor da Opéra-Comique de 1955 até 1959. Ele conduziu a Ópera Lírica de Chicago de 1959 até 1971. Ele foi maestro em 1959 e diretor musical de 1970 até 1971 da Ópera de Paris. Foi o maestro principal da Sinfônica de Viena de 1986 até 1991.
As estreias no Metropolitan Opera (Nova Iorque) e do La Scala (Milão) ocorreram em 1960, já sua estreia no Royal Opera House, Covent Garden ocorreu em 1961. Trabalhou também, com Maria Callas, com quem fez muitas gravações.
Além de ópera, Prêtre é conhecido por performances de música francesa, tendo conduzido longas e difíceis obras de Debussy e Ravel sem pontuação (isto é, a partir da memória). Ele é associado com Francis Poulenc, tendo conduzida sua estreia da ópera La Voix Humaine no Opéra-Comique em 1959 e seu Set Répons des Ténèbres em 1963. Em 1999 ele conduziu uma série de concertos em Paris para comemorar o centenário aniversário de nascimento de Poulenc e em 1988, Marcel Landowski dedicou sua Sinfonia Nº4 a Prêtre.
Ele também conduziu a Orquestra do La Scala em filmes de Franco Zeffirelli, que foram Cavalleria Rusticana (Mascagni) e Pagliacci (Leoncavallo), ambos estrelados por Plácido Domingo.
Prêtre conduziu, em 2008 e em 2010, o Concerto de Ano Novo de Viena, sendo o único francês a conduzir esse concerto até então.
Prêtre casou-se com Gina Marny em 1950 e eles tem dois filhos (um garoto e uma garota).

## Prêmios
- Cavaleiro, Ordem Do Mérito da República Italiana, 1975
- Comandante, Ordem do Mérito da República Italiana, 1980
- Prêmio da Europa, 1982
- Prêmio Victoire da Música, 1997